# کونکوسه
کونکوسه شهری در شهرستان کومبیسیری در استان بازگا در بورکینافاسوی مرکزی است و جمعیت آن ۱۴۲ نفر است.